# Abraão Ribeiro
Abrahão Ribeiro (Santos, 17 de janeiro de 1883 — São Paulo, 29 de agosto de 1957) foi um advogado e político brasileiro.
Exerceu o cargo de Secretário de Estado da Segurança Pública no curto período entre 25 de julho de 1931 e 30 de julho de 1931 e, eleito vereador por São Paulo em 1936, tendo renunciado ao cargo para tratar de seus negócios. Foi o 23° prefeito de São Paulo, de 11 de novembro de 1945 a 14 de março de 1947. Foi indicado para o cargo pelo interventor José Carlos de Macedo Soares, logo após a queda da ditadura Vargas, sucedendo no cargo ao engenheiro Francisco Prestes Maia. Mesmo durante sua curta carreira política continuou a trabalhar em seu escritório de advocacia. Foi também Secretário de Justiça e da Defesa da Cidadania entre julho e novembro de 1931.
Em 1901 ingressa na Faculdade de Direito do Largo de São Francisco, mas transfere-se para a Faculdade Livre de Ciências Sociais do Rio de Janeiro onde se forma em 1906. Estuda direito penal, civil e romano em Berlim, onde vive entre os anos de 1907 e 1910, quando retorna ao Brasil. Casou-se na Alemanha, em Berlim, no dia 18 de julho de 1910 com Marta Schlesinger, filha de um banqueiro de origem ucraniana Luiz Schlesinger e de uma hamburguesa de nome Sara.
Fixa residência em São Paulo, em cuja cidade abrirá escritório de advocacia e na qual será vereador por mais de uma legislatura.

## Genealogia
Era o terceiro filho do casal Francisco de Paula Ribeiro e Maria Isabel Coutinho Ribeiro o qual teve 22 filhos. Abrahão e sua esposa Marta tiveram seis (6) filhos: Francisco Luiz, Abrahão Lincoln, Otto Luiz, Guilherme Luiz, Vicente de Paula e Magdalena Sophia.